# Talamanca (Bages)
Talamanca  ist ein Ort und eine Gemeinde (municipi) mit 212 Einwohnern (Stand: 2024) in der Comarca Bages in der Provinz Barcelona in der Autonomen Region Katalonien.

## Lage
Der Ort Talamanca liegt in einer Höhe von etwa 550 Metern ü. d. M. inmitten eines Naturparks (Parque natural de Sant Llorenç del Munt i l’Obac) etwa 63 Kilometer (Fahrtstrecke) nordwestlich von Barcelona bzw. etwa 20 Kilometer östlich von Manresa.

## Bevölkerungsentwicklung
| Jahr      | 1960 | 1970 | 1981 | 1990 | 2000 | 2010 |
| Einwohner | 104  | 143  | 60   | 76   | 107  | 143  |

Mitte des 19. Jahrhunderts hatte die Gemeinde deutlich über 500 Einwohner, doch die Reblauskrise im Weinbau und die Mechanisierung der Landwirtschaft führten zu einem nachhaltigen Verlust von Arbeitsplätzen und zur Abwanderung der Menschen in die umliegenden Städte.

## Wirtschaft
Früher lebten die Einwohner hauptsächlich als Selbstversorger von der Landwirtschaft, zu der auch der Anbau von Wein und die Haltung von Vieh gehörte. Im 19. Jahrhundert entwickelte sich die Region Pla de Bages zu einem bedeutenden Weinbaugebiet, doch hatten die Gemeinden deshalb ganz besonders unter der Reblauskrise zu leiden. Heute wird wieder vorrangig Ackerbau betrieben; darüber hinaus spielen erneut der Anbau von Wein sowie von Oliven eine wichtige Rolle. Seit den 1960er Jahren ist die Vermietung von Ferienwohnungen (cases rurals) als Einnahmequelle hinzugekommen; auch der Wander- und Weintourismus bringen etwas Geld in die Gemeindekasse.

## Geschichte
Archäologische Funde belegen die Existenz eines iberische Wallanlage, doch aus römischer, westgotischer und islamischer Zeit wurden bislang keine Funde gemacht. Der Ort Talamanca wird erstmals in einer Urkunde des Jahres 960 erwähnt, als die Rückeroberung (reconquista) und Wiederbesiedlung (repoblación) der nahezu entvölkerten Gegend unter Borrell von Osona und Wilfried I. von Barcelona bereits abgeschlossen war. Zur Absicherung der Neusiedler und als Bollwerk gegen ein eventuelles erneutes Vordringen des Islam wurden überall Burgen (castells) gebaut. Die weitere Geschichte des Ortes sah verschiedene Grundherren. Am 13. und 14. August 1714 fand in der Umgebung die Schlacht von Talamanca statt – eine militärische Auseinandersetzung zwischen bourbonisch und habsburgisch Einheiten in der Endphase des Spanischen Erbfolgekriegs.

## Sehenswürdigkeiten

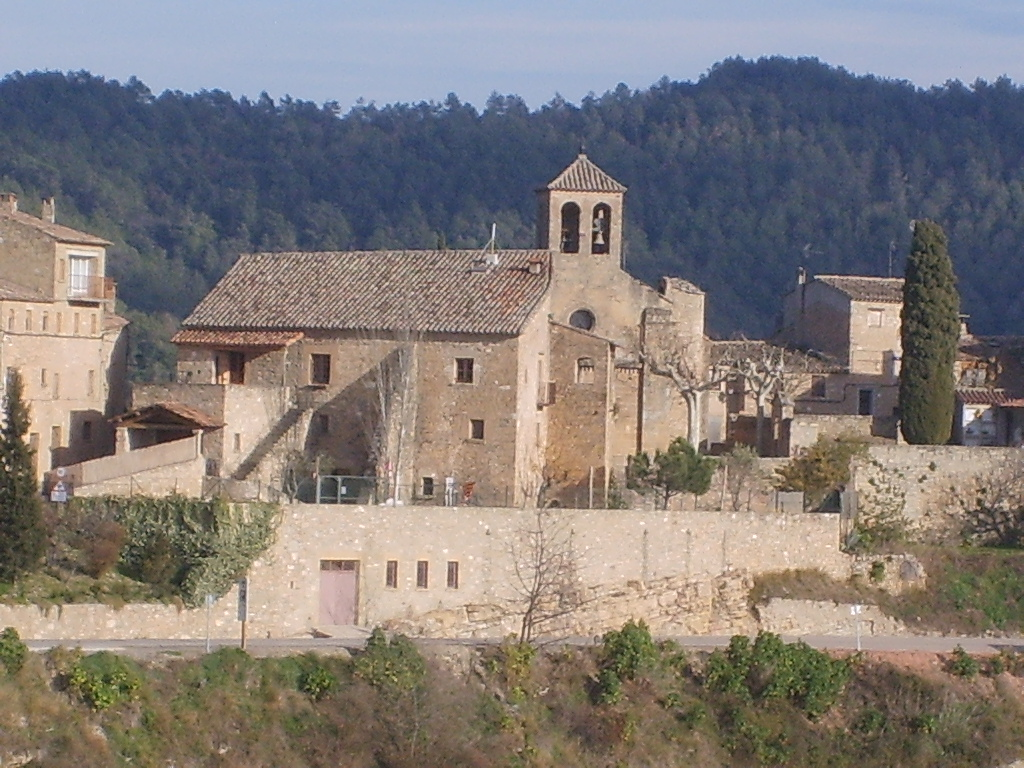
Església de Santa Maria

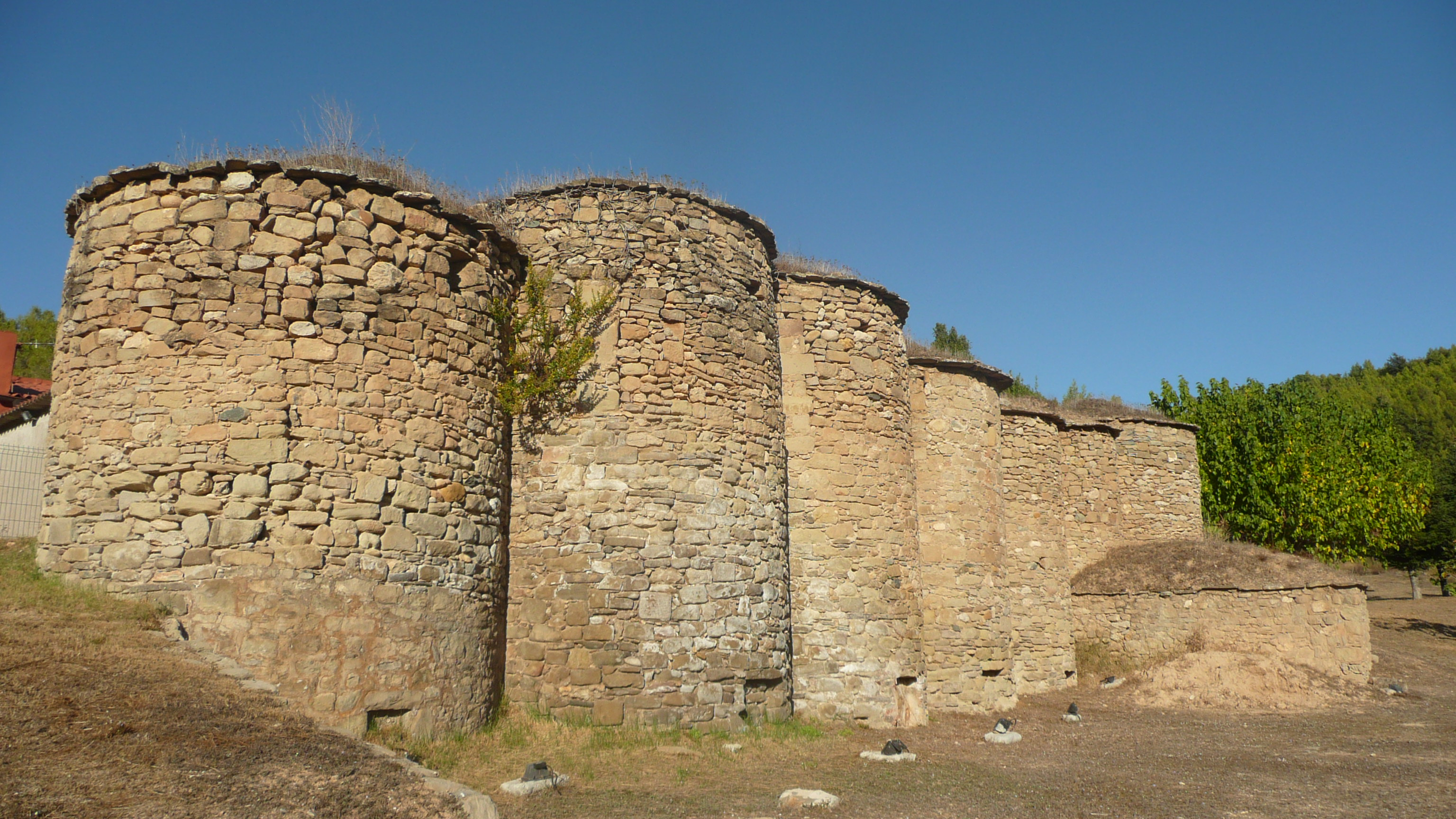
Kelterbottiche von Tres Salts

- Die wohl bereits im 10. Jahrhundert existente Burg (castell) wurde im 12. Jahrhundert umgebaut und – wie etliche katalanische Burgen – im frühen 18. Jahrhundert auf Befehl des spanischen Königs Philipp V. zerstört. Nach der Jahrtausendwende fanden Ausgrabungen und Restaurierungsarbeiten statt; die Burg dient heute als ein kleines Regionalmuseum.
- Die Pfarrkirche (Església de Santa Maria) wird bereits im Jahr 1038 urkundlich erwähnt, doch stammt der ursprünglich einschiffige heutige Bau in wesentlichen Teilen aus dem 12. Jahrhundert; er wurde jedoch im 18. Jahrhundert zu einer dreischiffigen Kirche mit basilikalem Grundriss umgebaut. Die romanische Apsis mit ihrem Rundbogenfries und das mittelalterliche Westportal mit einer Flechtbandarchivolte blieben jedoch erhalten. Im Innern befindet sich der Sarkophag des Grundherren Berenguer de Talamanca († 1325).
- Etwa drei Kilometer außerhalb des Ortes finden sich die Ruinen der romanischen Capella de Santa Magdalena.
- Die originellsten Bauten der Gemeinde sind mehrere Kelterbottiche (tines oder lagares) aus dem frühen 19. Jahrhundert. Diese im äußeren rustikal und altertümlich aussehenden, siloähnlichen Bauwerke sind im Innern bis etwa zur halben Höhe mit großen Steingutkacheln ausgekleidet. Sie stammen noch aus der Zeit vor der Reblauskrise, standen inmitten der Weinfelder und dienten der schnellen Weiterverarbeitung (Kelterung und Gärung) der gelesenen Trauben.